# Wolongia wangi
Wolongia wangi là một loài nhện trong họ Tetragnathidae.
Loài này thuộc chi Wolongia. Wolongia wangi được miêu tả năm 1997 bởi Zhu, Kim & Song.